# Чемпіонат Європи з водних видів спорту 1927
44°29′35″ пн. ш. 11°18′31″ сх. д. / 44.4931° пн. ш. 11.3086° сх. д.
Чемпіонат Європи з водних видів спорту 1927, 2-й за ліком, тривав з 31 серпня до 4 вересня 1927 року в Болоньї (Італія). Розіграно нагороди з плавання (на довгій воді), стрибків у воду і водного поло (чоловіки). Вперше на чемпіонатах Європи відбулися змагання серед жінок.

## Таблиця медалей
*   Країна-господарка ( Італія)
| Місце                | Країна               | Золото | Срібло | Бронза | Загалом |
| -------------------- | -------------------- | ------ | ------ | ------ | ------- |
| 1                    | Німеччина            | 5      | 5      | 6      | 16      |
| 2                    | Швеція               | 4      | 2      | 1      | 7       |
| 3                    | Нідерланди           | 3      | 2      | 0      | 5       |
| 4                    | Велика Британія      | 2      | 2      | 1      | 5       |
| 5                    | Угорщина             | 1      | 2      | 1      | 4       |
| 6                    | Австрія              | 1      | 0      | 2      | 3       |
| 7                    | Франція              | 0      | 2      | 0      | 2       |
| 8                    | Італія*              | 0      | 1      | 2      | 3       |
| 9                    | Бельгія              | 0      | 0      | 2      | 2       |
| 10                   | Чехословаччина       | 0      | 0      | 1      | 1       |
| Загалом (10 збірних) | Загалом (10 збірних) | 16     | 16     | 16     | 48      |

## Медальний залік

### Стрибки у воду
Змагання чоловіків
| Дисципліна    | Золото           | Золото   | Срібло                 | Срібло      | Бронза        | Бронза    |
| ------------- | ---------------- | -------- | ---------------------- | ----------- | ------------- | --------- |
| Трамплін, 3 м | Евальд Рібшлеґер | 7/173.86 | Едмунд Ліндмарк Швеція | 16.5/159.86 | Лучіано Коцці | 18/160.14 |
| Вишка         | Ганс Лубер       | 7/114.86 | Евальд Рібшлеґер       | 11/111.24   | Еціо Сельва   | 18/100.64 |

Змагання жінок
| Дисципліна    | Золото                       | Золото   | Срібло               | Срібло     | Бронза              | Бронза   |
| ------------- | ---------------------------- | -------- | -------------------- | ---------- | ------------------- | -------- |
| Трамплін, 3 м | Клара Борнетт Австрія        | 5/103.32 | Ліні Зенхен          | 11/91.96   | Ганні Реборн        | 14/86.24 |
| Вишка         | Ізабелл Вайт Велика Британія | 5/36.40  | Ірен Савойон Франція | 12.5/32.40 | Ева Оллівієр Швеція | 14/32.20 |

### Плавання
Змагання чоловіків
| Дисципліна                      | Золото                                                          | Золото     | Срібло                                                   | Срібло  | Бронза                                            | Бронза  |
| ------------------------------- | --------------------------------------------------------------- | ---------- | -------------------------------------------------------- | ------- | ------------------------------------------------- | ------- |
| 100 м вільним стилем            | Арне Борґ Швеція                                                | 1:00.0     | Іштван Барань                                            | 1:03.2  | Авґуст Гайтманн                                   | 1:03.4  |
| 400 м вільним стилем            | Арне Борґ Швеція                                                | 5:08.6     | Герберт Гайнріх                                          | 5:15.8  | Вацлав Антош Чехословаччина                       | 5:16.2  |
| 1500 м вільним стилем           | Арне Борґ Швеція                                                | 19:07.2 WR | Джузеппе Перентін                                        | 21:50.4 | Йоахім Радемахер                                  | 22:00.0 |
| 100 м на спині                  | Ескіль Лундаль Швеція                                           | 1:17.4     | Аладар Бітшкей                                           | 1:17.6  | Ґустаф Фреліх                                     | 1:17.8  |
| 200 м брасом                    | Еріх Радемахер                                                  | 2:55.2     | Вільгельм Прасе                                          | 2:58.0  | Луїс Ван Парейс Бельгія                           | 2:59.8  |
| естафета 4×200 м вільним стилем | Авґуст Гайтманн Йоахім Радемахер Фрідріх Берґер Герберт Гайнріх | 9:49.6 WR  | Швеція Оке Борґ Ауло Ґустафссон Ескіль Лундаль Арне Борґ | 9:52.0  | Геза Сігріц Реже Ваніє Андраш Ваніє Іштван Барань | 10:36.0 |

Змагання жінок
| Дисципліна                      | Золото                                                               | Золото | Срібло                                                          | Срібло | Бронза                                                  | Бронза |
| ------------------------------- | -------------------------------------------------------------------- | ------ | --------------------------------------------------------------- | ------ | ------------------------------------------------------- | ------ |
| 100 м вільним стилем            | Марія Вірдаґ Нідерланди                                              | 1:15.0 | Джойсі Купер Велика Британія                                    | 1:15.0 | Харлотте Леманн                                         | 1:16.1 |
| 400 м вільним стилем            | Марі Браун Нідерланди                                                | 6:11.8 | Меріон Лейверті Велика Британія                                 | 6:13.6 | Фріці Леві Австрія                                      | 6:21.0 |
| 100 м на спині                  | Віллі ден Турк Нідерланди                                            | 1:24.6 | Марі Браун Нідерланди                                           | 1:26.2 | Філліс Гардінґ Велика Британія                          | 1:30.8 |
| 200 м брасом                    | Гільде Шрадер                                                        | 3:20.4 | Шарлотт Мюге                                                    | 3:25.2 | Геді Біненфельд Австрія                                 | 3:27.0 |
| естафета 4×100 м вільним стилем | Велика Британія Меріон Лейверті Валері Девіс Еллен Кінґ Джойсі Купер | 5:11.0 | Нідерланди Трюс Клапвейк Віллі ден Турк Марі Браун Марія Вірдаґ | 5:11.6 | Харлотте Леманн Anni Rehborn Маріанне Шмідт Рені Еркенс | 5:12.8 |

Легенда: WR – Світовий рекорд

### Водне поло
| Дисципліна       | Золото   | Срібло  | Бронза  |
| ---------------- | -------- | ------- | ------- |
| чоловічий турнір | Угорщина | Франція | Бельгія |